# Elementarteilchen (Film)
Elementarteilchen ist ein deutscher Film von Oskar Roehler aus dem Jahr 2006. Er beruht auf dem gleichnamigen Roman von Michel Houellebecq, verlegt dessen Handlung allerdings von Paris nach Berlin.
Premiere feierte der Film am 12. Februar 2006 im Rahmen der 56. Berlinale. In den deutschen Kinos lief er ab dem 23. Februar 2006, auf DVD wurde er am 5. Oktober veröffentlicht. Im deutschen Free-TV war der Film erstmals am 27. März 2008 in der ARD zu sehen.

## Handlung
Bruno und Michael sind Halbbrüder. Ihre Mutter Jane schiebt sie zu unterschiedlichen Großmüttern ab, sodass beide zunächst nicht voneinander wissen.
Nachdem sich der sexuell frustrierte Literaturlehrer Bruno, der in seiner Freizeit rechtsradikale Texte verfasst, seiner Schülerin Johanna unsittlich genähert hat, begibt er sich freiwillig in psychiatrische Behandlung zu Frau Dr. Schäfer. Ihr offenbart er, dass sein bisheriges Leben aus einer Aneinanderreihung von Tiefpunkten und Rückschlägen bestand. Mit zwei Jahren hat ihn seine Mutter verlassen, um nach Puna auszuwandern, weshalb er bei seiner Großmutter aufwuchs. Sein Großvater starb kurz nach seiner Ankunft beim Pilzesuchen im Wald und wurde erst drei Tage nach seinem Tod gefunden. Als Bruno 13 Jahre alt war, starb seine Großmutter auf tragische Weise beim Zubereiten des Mittagessens. Daraufhin wurde er in ein Internat gebracht, wo er von den älteren Mitschülern drangsaliert wurde. Einmal im Jahr holte ihn seine Mutter aus dem Internat ab und nahm ihn in eine Hippie-Kommune mit. Seine ersten sexuellen Erfahrungen hatte Bruno mit einer deutlich älteren Verwandten auf der Trauerfeier seiner Großmutter. Dr. Schäfer bricht nach dieser Darstellung angewidert das Gespräch ab.
Seine aktuelle Beziehung befindet sich in einer Krise, seine Frau ist mit seiner Tochter aus der gemeinsamen Wohnung ausgezogen, weshalb er beschließt, in einem esoterischen New-Age-Camp neue Kontakte zu knüpfen. Dort lernt er die sexuell aktive Christiane kennen und lieben. Gemeinsam leben sie ihre Lust in Swinger-Clubs mit wechselnden Sexpartnern aus. Bei einer Sexorgie bricht Christiane zusammen – sie leidet an Nekrose am Steißbein in fortgeschrittenem Stadium, ihre Beine sind fortan gelähmt und sie ist dadurch auf den Rollstuhl angewiesen. Bruno sagt „Du ziehst jetzt zu mir“, was Christiane ablehnt, sie bringt sich kurz darauf durch einen Sturz vom Balkon ihrer Wohnung in die Tiefe um. Bruno begibt sich erneut in psychiatrische Behandlung und lebt seither mit der bewussten Illusion weiter, dass Christiane an seiner Seite lebt. So sieht man ihn in der unten erwähnten Schlusseinstellung am Strand des Seebads sitzen, vermeintlich Hand in Hand mit Christiane.
Brunos Halbbruder ist im Gegensatz zu ihm nicht an Frauen interessiert. Der introvertierte Michael, seit seiner Jugend mathematisch hochbegabt, widmet sich inzwischen beruflich mit fast autistischer Hingabe der Molekularbiologie, um neue Wege der Reproduktion menschlichen Erbguts zu entdecken. Weil das Grab seiner Großmutter durch den Baubeginn der örtlichen Bundesstraße bedingt umgebettet werden muss, reist er nach Winzhofen, in den Ort seiner Kindheit, wo er seine Jugendfreundin Annabelle wiedertrifft. Als Schülerin hatte diese vergeblich auf die Erwiderung ihrer Gefühle für ihn gehofft. Sie verführt Michael, der zuvor noch nie mit einer Frau geschlafen hat, und sie werden ein Liebespaar. Annabelle wird schwanger, doch wird bei ihr ein Unterleibstumor festgestellt, weshalb sie einen Schwangerschaftsabbruch vornehmen lassen muss, bei dem auch die Gebärmutter entfernt wird. Michael eilt aus Irland zurück, wohin er wegen seiner Forschungsarbeiten übersiedelt ist, um ihr während ihrer Genesung Beistand zu leisten. Schließlich bittet er sie, zu ihm nach Irland zu ziehen, worauf sie einwilligt.
Kurz vor ihrem Aufbruch nach Irland verabschieden sich Michael und Annabelle von Bruno, indem sie ihn an einem sonnigen Tag aus der psychiatrischen Klinik abholen und einen Tag gemeinsam am See verbringen. Bruno lehnt die Einladung nach Irland mit den Worten „wir bleiben erstmal hier“ ab.

## Hintergrund
Dem Film stand ein geschätztes Budget von etwa 6 Millionen Euro zur Verfügung. Elementarteilchen erreichte in den europäischen Kinos über 1,1 Millionen Zuschauer, darunter 840.000 in Deutschland, über 100.000 in Italien, 50.000 in Frankreich und 35.000 in Österreich.
Der Film entstand größtenteils in Berlin. Darüber hinaus wurden Außenaufnahmen am Bahnhof von Hetschburg vorgenommen und Innenaufnahmen im alten Pfarrhaus von Drößnitz durchgeführt.

## Kritik
Das Lexikon des internationalen Films erkennt in Elementarteilchen eine „Verfilmung des gleichnamigen Romans von Michel Houellebecq, die weniger die kulturpessimistischen Weitungen der Vorlage als primär die seelische Befindlichkeit der Protagonisten ausloten will. Ein inszenatorisch etwas zu glatter, vor allem in der ersten Hälfte überdeutlicher Parforce-Ritt durch die Tiefen menschlicher Abgründe, der durch das hervorragende und engagierte Schauspieler-Ensemble überzeugt.“
Michael Dlugosch schrieb auf filmrezension.de: „Eine seltsame Seichtigkeit anstelle des gesellschaftskritischen Zynismus Houellebecqs macht sich im Film, der den Roman inhaltlich wesentlich umkrempelt, breit.“ Er kritisierte, dass „Roehler sich nach Agnes und seine Brüder thematisch wiederholt, ohne einen Fortschritt zu erlangen“, und gab dem Film zwei von fünf möglichen Punkten.
Von einer „Sensation“ sprach dagegen Jan Schulz-Ojala im Tagesspiegel: „Der souveräne Umgang mit dem schwierigen Material bereitet den Boden für zwei der schönsten, melancholischsten, gebrochensten Skizzen der Liebe, die man seit langem im Kino hat sehen können. (…) Der Mensch ist eine von der Evolution überholte, dennoch zähe und deshalb anrührende Spezies: Roehler transponiert dieses Credo Houellebecqs wie traumwandlerisch bis in die Großaufnahmen, mit denen die Kamera die Gesichter ausforscht (…)“. Fritz Göttler sprach in der Süddeutschen Zeitung von einem „großen Film“.

## Filmmusik
Der Soundtrack enthält die folgenden 20 Musiktitel:
| Nr. | Titel                    |
| --- | ------------------------ |
| 1.  | Elementarteilchen        |
| 2.  | Ewige Versuchung         |
| 3.  | Annabelles Briefe        |
| 4.  | Schlaflied               |
| 5.  | Sehnsucht, immer wieder  |
| 6.  | Schöne Tiere             |
| 7.  | Suche nach Sinn          |
| 8.  | Zwei Brüder, zwei Welten |
| 9.  | Wunderbare Jugend        |
| 10. | Wiederkehr               |
| 11. | Amor und Psyche          |
| 12. | Abschied                 |
| 13. | Annabelles Atmen         |
| 14. | Weg der Erkenntnis       |
| 15. | Ort der Wandlung         |
| 16. | Hoffnung auf Nähe        |
| 17. | Elementarteilchen        |
| 18. | Christianes Ausweg       |
| 19. | Suche nach Halt          |
| 20. | Brunos Ausweg            |

Nachfolgend aufgeführte Titel sind nicht Bestandteil des offiziellen Soundtracks, obwohl sie im Film vorkommen:
- T. Rex: Get It On
- Don McLean: American Pie
- Harry Nilsson: Without You
- The Box Tops: The Letter
- J. J. Cale: Cocaine
- Saint Pauli: Storm
- Dr. Will: It's All Over Now, Baby Blue (Coverversion des Originals von Bob Dylan)